# Selecció de futbol de Mongòlia
La Selecció de futbol de Mongòlia és l'equip de futbol que representa a Mongòlia a les competicions internacionals, controlat per la Federació Mongola de Futbol. Fou fundada el 1959, però entre el 1960 i el 1998, la selecció mongola no va jugar a cap competició internacional. En els pocs partits internacionals que han jugat, els mongols només han guanyat vuit partits, contra quatre oponents (quatre contra Guam, dos contra Macau i un contra les Illes Mariannes Septentrionals i contra les Filipines. L'únic afiliat a la FIFA a qui han derrotat és a Guam.

## Suspensió de la EAFF
Segons els vots del Congrés de l'AFC que es va fer el febrer del 2011, la Federació mongola de futbol fou suspesa per la seva conducta de totes les activitats a la EAFF (Federació de futbol d'Àsia Oriental) fins al congrés ordinari d'aquesta el març del 2014.

## Competicions

### Copa del Món
- 1930 a 1998 - No hi participà
- 2002 a 2018 - No s'hi classificà

### Copa d'Àsia
- 1956 - 1996 - No hi participà
- 2000 - No s'hi classificà
- 2004 - No s'hi classificà
- 2007 - No hi participà
- 2011 - 2019 No s'hi classificà

### AFC Challenge Cup
- 2006 - Inicialment seleccionada però finalment fou reemplaçada.
- 2008 - Seleccionada però va decidir no presentar-s'hi.
- 2010 a 2012 - No s'hi classificà

### Copa d'Àsia Oriental
- 2003 - No s'hi classificà (quarta posició a les qualificacions)
- 2005 - No s'hi classificà (quarta posició a les qualificacions).
- 2008 - No s'hi classificà (cinquena posició a les qualificacions).
- 2010 - No s'hi classificà (Segona posició a les qualificacions).

## Entrenadors
- Ishdorj Otonbayar: 2000 - Gener del 2011. 30 partits, sis victòries, 4 empats i 21 partits perduts.
- Erdenebat Sandagdorj: Del gener del 2011 fins al present: Partits: 2; Una victòria i una derrota.